# Aleksandr Karmine
Aleksandr Leontievitch Karmine (en russe : Александр Леонтьевич Кармин) est un aviateur soviétique, né en 1910 et mort le 7 avril 1988 à Kazan. Il fut pilote de chasse et un as de la Seconde Guerre mondiale.

## Carrière
Aleksandr Karmine est né en 1910 à Kazan. Il commença sa vie professionnelle comme mécanicien aéronautique, avant de rejoindre l'Armée rouge en 1935. Il y passa son brevet de pilote. Après être retourné à la vie civile, il fut successivement directeur de l'aéroclub de Tchistopol, en 1939, puis de celui de Kazan en 1940.
Il fut dirigé sur le front en 1942 et participa à la bataille de Stalingrad (novembre 1942-janvier 1943), puis à celle de Koursk (juillet 1943). En mai 1944, lieutenant (starchi leïtenant) au 129e régiment de chasse aérienne de la Garde (129.GuIAP), il volait sur Bell P-39 Airacobra (appareil no 12). Le 31 mai, il abattit par taran un chasseur Messerschmitt Bf 109 ; blessé, il s'en sortit en sautant en parachute. En 1945, il prit part aux combats au-dessus de l'Allemagne, au sein du premier front ukrainien.
Après la guerre, il dirigea pendant quatre ans un aéroclub civil à Kazan, puis se reconvertit dans la construction de routes dans la RSSA de Tatarie.

## Palmarès et décorations

### Tableau de chasse
Aleksandr Karmine est crédité de 33 victoires homologuées, dont 19 individuelles et 14 en coopération, obtenues au cours de 221 missions de guerre et 31 combats aériens.

### Décorations
- Deux fois décoré de l'ordre du Drapeau rouge ;
- Ordre de la Guerre patriotique de 2e classe